# 엔도 슈사쿠
엔도 슈사쿠(일본어: 遠藤周作, 1923년 3월 27일 ~ 1996년 9월 29일)는 일본의 작가이다. 종교는 천주교이며, 세례명은 바오로이다.
엔도 슈사쿠는 어린 시절을 아버지의 일터인 만주에서 보냈다. 귀국한 뒤인 12세 때에 그는 백모의 영향으로 가톨릭 세례를 받고 크리스천이 되었다. 1941년 죠치 대학(上智大学) 예과(予科)에 입학, 재학중 동인지 죠치(上智) 제1호에 평론 「형이상학적 신, 종교적인 신」을 발표하였다. 1942년에 죠치 대학을 중퇴하고, 게이오기주쿠 대학(慶應義塾大学) 문학부 불문과를 졸업한 뒤인 1950년에 프랑스로 유학하였다. 귀국한 뒤 비평가로써 활동하였으며, 1955년 발표한 소설 「하얀 사람」이 아쿠타가와 상(芥川賞)을 수상하면서 소설가로써 두각을 보였다.
기독교를 주제로 한 작품들을 많이 집필하였으며, 대표작으로 《바다와 독약》(海と毒薬), 《침묵》(沈黙), 《사무라이》(侍), 《깊은 강》(深い河) 등이 있다. 1960년대 초에 이르러서 병으로 건강이 악화되었고, 요양을 위해 마치다시(町田市)에 있던 다마가와 학원(玉川学園)으로 옮겨간 뒤로는 고리안산진(狐狸庵山人)이라는 아호를 사용하면서 유머 넘치는 에세이를 많이 썼다.
작가 활동 외에도 엔도 슈사쿠는 전원이 민간인으로 이루어진 극단 「수좌(樹座)」나 민간인 바둑인 집단 「우주기원(宇宙棋院)」 을 조직하는 한편으로 자신의 투병 생활을 토대로 마음 수련을 목적으로 하는 캠핑을 주도하거나 일본 기독교 예술센터를 짓는 등 사회적인 활동도 많이 했다.
17세기 일본 막부의 기리시탄 탄압을 소재로 한 《침묵》(1966년)이 있는데, 침묵은 홍성사에서 한국어판으로 출판하였다. 또한 침묵을 비롯한 그의 많은 작품은 서구권에서도 번역되며 높은 평가를 받았다. 침묵은 그레이엄 그린의 열렬한 지지를 받으며 노벨 문학상 후보에까지 올랐지만, 소설의 테마와 결론이 당시 선고위원 일부로부터 거부감을 불러 일으켜 무산되었다고 한다.
엔도는 현대 문학에 영향을 끼쳐서 영국의 가디언지에서는 엔도 슈사쿠의 별세를 기념하는 기사를 작성하였고, 기독교사상에서도 김승철 난잔대학교 교수가 엔도 슈사쿠 이야기를 연재하고 있다.

## 생애

### 출자
1923년 3월 27일, 도쿄 부(東京府) 기타토요시마 군(北豊島郡) 니시스가모 정(西巣鴨町)에서 당시 제삼은행(第三銀行)에서 은행원으로 근무하고 있던 아버지 엔도 쓰네히사(遠藤常久)와 도쿄 음악학교(東京音楽学校) 바이올린과의 학생이었던 어머니 아사히(郁, 옛 성은 다케이竹井)의 둘째 아들로 태어났다. 아버지 쓰네히사는 도쿄 제국대학(東京帝国大学) 독법과(独法科)에 재학하던 중인 1920년에 아사히와 알게 되었고, 이듬해 결혼했다. 그 해에 장남 쇼스케(正介)가 태어났고, 2년 뒤에 둘째 아들인 슈사쿠가 태어난 것이다.
원래 돗토리 현(鳥取県) 아사쓰 촌(浅津村) 시모아사쓰(下浅津)에 거주하고 있던 엔도 집안은 에도 시대(江戸時代)에 돗토리의 이케다(池田) 집안의 어전의(御典医) 즉 번의 전속 의사로써 근무했고, 메이지 유신 이후 그 곳으로 옮겨 살던 개업의였다. 메이지 후기부터 패전 뒤까지 현지에서 의사를 맡아오던 엔도 가쓰잔(遠藤河津三)은 하나미 촌(花見村)의 나가와다(長和田)에서는 출장 진료소로도 번성했다. 그러나 가쓰잔에게는 아들이 없었기 때문에 돗토리 시에서 태어난 쓰네히사를 양자로 들였다. 아버지 쓰네히사는 훗날 안도 공업(安田工業)의 사장 등을 역임하며 실업가가 되었으며, 가루이자와(軽井沢)의 이즈미노사토(泉の里)에 가지고 있던 별장에서 시라미즈 코지(白水甲二)라는 필명을 써서 『기리시탄 다이묘 오토모 소린』(きりしたん大名 大友宗麟)이라는 작품을 발표하기도 했다.
어머니 아사히는 오늘날의 일본 오카야마 현(岡山県) 가사오카 시(笠岡市) 출신으로 오카야마 현의 토호였던 다케이토(竹井党)의 먼 후손이다. 훗날 슈사쿠는 그 외가 쪽 먼 조상의 땅인 오늘날의 일본 오카야마 현 이하라 시(井原市) 미호시 정(美星町) 중세 유메가하라 역사 공원(中世夢が原歴史公園)에 「핏줄의 고향」(血の故郷)이라 쓴 석비를 세우게 된다.

### 유년기
1926년 쓰네히사의 전근(제삼은행에서 야스다 은행)으로 일가는 만주(満洲) 관동주(関東州) 다롄(大連)으로 이사하였다. 1929년 엔도는 다롄 시의 대광장소학교(大広場小学校)에 입학하였다. 이 무렵 아사히가 손끝에 피가 맺혀가면서 바이올린을 연습하는 모습이나 만주인 가정부에게 예의를 갖추어 대하는 모습을 보고 경의를 품는 한편 아버지 쓰네히사로부터는 공부를 잘했던 형 쇼스케와 비교하는 설교를 듣는 경우가 많았고, 강렬한 열등의식을 품게 되었다. 소학교 4학년 때 엔도는 작문 「도죠」(どじょう)를 써서 이 작문이 다롄 신문(大連新聞)에 기재되기도 했다. 그러나 1932년 전후로 아버지 쓰네히사가 바깥에서 다른 여자와 불륜에 빠지면서 양친 사이는 미묘해지기 시작했고, 엔도는 어두운 소년 시절을 보내게 된다. 이듬해 1933년 엔도가 열 살이 되던 해에 부모는 끝내 이혼하고 말았으며(정식 이혼은 1937년의 일로 그 직후에 쓰네히사는 아사히를 자신의 아버지 엔도 가쓰잔의 양딸로 맞아들이게 했다) 그로부터 몇 달 뒤에 쓰네히사는 열여섯 살 연하의 여성과 재혼하였다.
엔도는 어머니 아사히를 따라 일본으로 돌아왔고, 백모(아사히의 언니)의 집에서 동거생활을 시작하였다. 그 해 8월에 효고현(兵庫県) 고베시(神戸市)의 시립 롯코 소학교(六甲小学校)으로 전입하였으며, 이 무렵부터 백모의 영향으로 니시노미야시(西宮市)에 있는 가톨릭 슈쿠가와 교회(カトリック夙川教会) 성 테레지아 대성당(聖テレジア大聖堂)에 일가가 다니기 시작하였다. 가톨릭의 공교요리를 배우기 시작하게 되면서, 일가는 교회와 가까운 연못 주위로 옮겨 살았다.
1935년 엔도는 사립 나다 중학교(灘中学校)에 입학하였다. 다카라즈카 시(宝塚市)에 있던 고바야시 세이신 여자학원(小林聖心女子学院)에서 음악교사로 일하게 된 어머니 아사히가 이 무렵에 이르러 이곳 대성당에서 5월 29일에 세례를 받고, 6월 23일에는 형제가 나란히 가톨릭 슈쿠가와 교회 성 테레지아 대성당에서 세례를 받았다. 아사히의 세례명은 마리아, 슈사쿠의 세례명은 바울로였다.
형 쇼스케의 공부 지도 성과로 나다 중학교에서 엔도는 당초 우수학생으로 입학하였으나, 영화광이자 독서광, 장난꾸러기였던 덕분에 서서히 성적이 떨어졌고, 졸업 직전 성적은 최하위로 떨어져 있었다. 에도 시대의 곳케이본(滑稽本)을 좋아했고, 특히 짓펜샤 잇쿠(十返舎一九)의 『도카이도주히자쿠리게』(東海道中膝栗毛)에 열중해서 그에 나오는 주인공 야지키타(弥次喜多)를 동경했고 자신도 그와 같은 인물이 되고 싶다고 생각했다.
1939년 일가는 니시노미야 시 니카와(仁川)로 옮겨 살았다. 이 무렵에 이미 형 쇼스케는 4수로 제일고등학교(第一高等学校)에 합격하여 기숙사 생활을 시작하였다. 이 무렵 아사히는 종교적 ・ 정신적 지주가 된 독일 선교사 페터 헤르조그(Peter J. Herzog)와 만나며, 새 집 옆에 지은 음악 강습소를 성경 강화(講話)나 미사의 장으로 개방하게 되었다.

### 학생 시대(1939~1949년)
엔도는 1939년 형 쇼스케의 영향도 있어 4수로 제삼고등학교를 지망하였으나 번번이 실패했다. 1940년 다시금 제삼고등학교를 지망하였으나 실패하고, 히로시마 고등학교에도 떨어졌다. 엔도는 같은 해에 183명 가운데 141등이라는 성적으로 나다 중학교를 졸업하고 재수생 생활을 시작했다. 한편 같은 해에 쇼스케가 제일고등학교를 졸업하고 도쿄제국대학(東京帝国大学) 법학부(法学部)에 입학하였다. 쇼스케는 어머니 아사히의 귀국으로부터 몇 년 뒤에 귀국한 쓰네히사의, 世田谷経堂의 집에 의지하여 학교 생활을 시작하였다.
1941년 엔도는 히로시마 고등학교 수험에 또 다시 실패하였다. 같은 해 4월에 조치 대학(上智大学) 예과(予科) 갑류(甲類, 독일어)에 입학하였으나, 이듬해인 1942년 2월 9일에 퇴학하였다. 같은 해에 나니와 고등학교와 히메지 고등학교, 고난 고등학교에 응시하였으나 모두 실패하고 말았다. 이 무렵에 폐병을 앓게 되었고, 각혈까지 하였다.
엔도는 어머니 아사히에게 이 이상 경제적 부담을 지울 수 없다며 1942년 도쿄 제국 대학을 졸업하고 체신성(逓信省)에 들어가 근무하고 있던 형 쇼스케의 중개로 친아버지 쓰네히사의 집으로 옮겼다. 이때 쓰네히사가 제시한 동거 조건은 「구제(旧制) 고등학교나 의학부 예과(予科)」 가운데 어느 한쪽에 입학하는 것이었다. 그러나 엔도는 도쿄 외국어학교(東京外国語学校)、일본 의예대학(日本医科大学) 예과、도쿄 시에이카이 의과대학(東京慈恵会医科大学) 예과、일본대학(日本大学) 의학부 예과에 모두 불합격하고 말았고, 게이오기주쿠 대학(慶應義塾大学) 의학부 예과에는 자신이 없었기 때문에 쓰네히사에게 이를 알리고 같은 대학의 문학부 예과에 응시, 보결로 합격한다. 이듬해인 1943년 4월에 게이오기주쿠 대학 문학부 예과에 입학하였다. 그러나 아들이 의예과 예과를 수험하기를 바랬던 아버지 쓰네히사는 이 진상을 알고 격노해 그와 의절해 버렸다.
생활 기반을 잃은 엔도 슈사쿠는 친구 도시미쓰 마쓰오(利光松男)의 집에 의탁하면서 가정교사 등의 아르바이트로 생활비를 마련하게 되었다. 그리고 머지않아 철학자 요시미쓰 요시히코(吉満義彦)가 사감을 맡고 있던 가톨릭 학생 기숙사 흰 비둘기 기숙사(白鳩寮)에 들어갔다. 흰 비둘기 기숙사에서의 생활은 엔도에게 있어 처음으로 열린 세계였다. 앞서 개신교 신자였으나 이후 가톨릭 신자가 된 요시미쓰의 영향으로 자크 마리탱을, 기숙사 내에서 알게 된 친구 마쓰이 요시히로(松井慶訓)의 영향으로 릴케 등을 읽게 된다. 또한 요시미쓰의 소개로 문학평론가 가메이 가쓰이치로(亀井勝一郎)、소설가 호리 다쓰오(堀辰雄) 등과도 만나 알게 된다. 호리 다쓰오와의 만남은 엔도 슈사쿠에게 있어서 하나의 전기였다. 자타가 공인하는 열등생이었던 엔도는 맹렬한 기세로 독서를 시작했고, 하룻밤 사이에 열성적인 학생으로 변하였다.
제2차 세계대전이 일어나고 일본의 전황이 악화되면서 그 그림자가 엔도 슈사쿠의 주변 환경에까지 미치게 된다. 서서히 예과에서의 수업은 줄어들었고, 수업 대신 가와사키(川崎)의 전시 근로동원공장 등에서 일하지 않으면 안 되었다. 엔도 슈사쿠가 기숙사 내에서의 영향으로 프랑스 지향적이었던 데에 더욱 박차를 가한 것이 시모키타자와(下北沢)에서 그가 우연히 산, 불문학자 사토 사쿠(佐藤朔)의 『프랑스어 문학 소묘』(フランス文学素描)였는데, 1945년 4월에 엔도는 게이오기주쿠 대학 문학부 불문과(사토가 이곳에서 강사로 있었다)로 진학하였다. 이 무렵 일본의 전황 악화는 일본 국내에까지 그림자를 드리워 엔도 슈사쿠 자신이 살고 있던 흰 비둘기 기숙사가 도쿄 대공습으로 소실되고, 엔도 슈사쿠 본인은 징병검사에서 제1을종(乙種) 판정을 받았으나, 늑막염으로 입대 기간이 크게 늦어졌고, 입대 직전 일본은 패전과 함께 종전을 맞았다.
종전 이후 엔도는 대학으로 돌아갔고, 조르주 베르나노스, 프랑수아 모리아크 등의 프랑스 가톨릭 문학에 경도되었다. 대학 1년 선배인 소설가 야스오카 쇼타로(安岡章太郎)와도 알게 되었다. 1946년이 되어, 엔도가 게이오기주쿠 대학 문학부 불문과에 입학하였다는 것을 알게 된 친아버지 쓰네히사는 태도를 바꾸어 의절을 철회하였다. 앞서 머무르던 흰 비둘기 기숙사가 불타버려 생활 기반을 잃은 엔도 슈사쿠는 이때에 쓰네히사의 집으로 돌아왔다.
1947년 12월, 엔도는 처음으로 평론 「신들과 신과」(神々と神と)가 진자이 기요시(神西清)의 인정을 받아서 가도카와 서점(角川書店)의 『사계』(四季) 제5호에 게재되었고, 비평가로써 데뷔하였다. 그 뒤 사토 사쿠의 추천으로 평론 「가톨릭 작가의 문제」(カトリック作家の問題)를 『미타 문학』(三田文学)지상에 발표된 것을 계기로, 사토 사쿠의 추천으로 『미타 문학』, 진자이 기요시의 추천으로 『고원』(高原) 등의 문학 잡지에 평론을 다수 기고하게 되었다. 1948년말에서 1949년 초까지는 정식으로 『미타문학』의 동인(同人)이 되어, 시바타 렌자부로(柴田錬三郎)、하라 다미키(原民喜)、마루오카 아키라(丸岡明)、야마모토 겐키치(山本健吉)、홋타 요시에(堀田善衛) 등와의 교분도 얻었다.
1948년에 엔도 슈사쿠는 게이오기주쿠 대학 문학부 불문과를 졸업하였다. 졸업 논문은 「신스콜라 철학에 있어 평론」(ネオ・トミズムにおける詩論)이었다. 마쓰타케 오후네 촬영소(松竹大船撮影所)의 조감독 시험에 응시하였으나 불채용으로 끝났다. 그 뒤, 사토 사쿠의 소개로 가마쿠라 문고(鎌倉文庫)의 촉탁(嘱託)으로 일하기 시작했고, 또한 페터 헤르조그 신부가 주최한 잡지 『가톨릭 다이제스트』(カトリック・ダイジェスト)의 편집 작업에, 형 쇼스케 ・ 어머니 아사히(고바야시 세이신 여자학교를 의원퇴직하고 상경해 있었다)와 함께 종사하고 있다. 같은 해 평론활동과 이러한 일의 사이에 고바야시 세이신 여자학원의 씨스타로부터 의뢰를 받아 첫 번째 희곡 「사울」(サウロ)을 쓰고 있었다.

### 유학 시대(1950년 - 1953년)
1950년 6월 4일, 엔도 슈사쿠는 프랑스의 가톨릭 문학을 보다 깊이 연구하기 위해 패전 이후 처음으로 프랑스 유학생으로 유럽으로 건너갔다. 프랑스 국적의 배인 마르세예즈 호를 타고 요코하마 항(横浜港)을 출발, 7월 5일에 프랑스의 마르세유에 도착하였다. 신학기까지 루앙의 건축가 로빈느의 집에 머물렀으며, 9월에 리옹 대학(Université de Lyon)에 입학하였다.
유학 시절 공부하는 틈틈이 엔도는 통상의 평론 활동과 프랑스에서의 견문 등을 에세이나 소설풍의 르포르타주로 정리했다. 이들 작품은 오쿠보 후사오(大久保房男)의 후의로 『군상』(群像) 그리고 엔도 자신의 일가가 편집 작업을 맡고 있던 『가톨릭 다이제스트』지 등에 발표되었다.
1951년 여름에는 프랑수아 모리아크의 소설 『테레즈 데케루』의 무대가 된 프랑스 남서부 랑드 지방을 도보로 여행하는 등 프랑스에서의 생활을 만끽하였으나, 이듬해인 1952년 초여름에 폐결핵이 일어나 각혈을 하기에 이르렀고, 6월부터 8월까지 콩블루(Combloux)의 국제 학생 요양소에 입소했다. 퇴소 후에는 파리로 이동하였으나 12월에 또 다시 폐결핵이 악화되었고, 현지 주르당 병원에 입원해야 했다. 병상의 악화로 프랑스에서의 생활도 더는 지속할 수 없게 되었고, 리용 대학의 박사논문 작성도 단념하지 않으면 안 되었다. 1953년 1월에, 일본 국적의 배 아카기마루(赤城丸)로 귀국길에 올랐다. 2월에 엔도는 일본에 도착했다.
귀국 이후 엔도는 기업가 오카다 고자부로(岡田幸三郎)의 장녀로 게이오기주쿠 대학 문학부 불문과에 재학 중이던 오카다 준코(岡田順子)와 교제하기 시작하였다. 엔도의 몸 상태는 여전히 좋지 못했으나, 7월에 유학 시절의 에세이들을 모은 『프랑스의 대학생』(フランスの大学生)을 하야카와 서방(早川書房)에서 처음으로 출판하였고, 비평가의 길을 천천히 내디디게 된다. 12월에 엔도의 어머니 아사히가 뇌일혈로 급사하였다.

### 신출내기 작가 시대(1954년 - 1962년）
1954년 4월부터 분카 학원(文化学院)의 강사로 일하였다. 야스오카 쇼타로의 소개로 谷田昌平와 함께 구상 모임(構想の会)에 참가하였고, 고지마 노부오(小島信夫)、곤도 게이타로(近藤啓太郎)、쇼노 쥬조(庄野潤三)、신도 슌코(進藤純孝)、미우라 슈몬(三浦朱門)、요시유키 슌노스케(吉行淳之介) 등과의 교분도 얻게 되었다.
엔도는 이 해부터 본격적으로 작가로써 활동을 시작하였다. 오쿠노 다케오(奥野健男)의 의뢰로 현대평론(現代評論)에 창간호부터 참가하는 등 순조롭게 출발하였다.
1954년말에 집필한, 그의 첫 소설 「아덴까지」(アデンまで)는 동료 사이에서 높은 평가를 받았다. 이어서 집필한 소설 「하얀 사람」(白い人)은 이듬해 1955년 7월에 순식간에 제33회 아쿠타카와 상(芥川賞)을 수상하였다. 그 해 9월, 오카다 준코와의 2년의 교제 끝에 결혼하였다. 교제 초에 오카다의 아버지 오카다 고자부로는 엔도를 두고 「샌님 같다」, 「폐에 병이 있다」 등의 이유로 마음에 들어하지 않았고 이들을 인정하지 않았지만, 엔도 슈사쿠의 문장을 일찍부터 알아보고 더욱이 오카타 집안과도 연이 있던 불문학자 고바야시 마사시(小林正)의 설득으로 마음을 돌리게 되었다. 결혼 뒤에는 잠시 아버지의 집에 부인 준코가 들어가서 사는 형태로 동거하였으나, 머지않아 세타가야(世田谷) 마쓰바라(松原)로 옮겨 살았다. 1956년 6월에 장남 류노스케(龍之介)가 태어나고 소소하게 가정을 꾸리기 시작하였으며, 엔도의 아버지에 대한 적의 또한 본격적인 것이 되어갔다. 아쿠타카와 상을 수상하고 작가로써는 순조롭게 출발했다고 생각했지만, 당시의 생활은 결코 편안하다고 할 수는 없는 것이었다. 1956년부터 조치 대학 문학부 강사로 일하게 되었다.
1957년 엔도 슈사쿠는 규슈 대학 생체해부 사건(일명 아이카와 사건)을 주제로 한 소설 「바다와 독약」(海と毒薬, 문학계, 6・8・10월)을 발표하고, 소설가로써의 지위를 확립하게 되었다. 『바다와 독약』은 이듬해 1958년 4월에 문예춘추신사(文藝春秋新社)에서 출판되었고, 12월에 제5회 신쇼샤 문학상(新潮社文学賞), 제12회 마이니치 출판문화상(毎日出版文化賞)을 수상하였다.
9월 말에 아시아 아프리카 작가회의에 출석하기 위해 이토 세이(伊藤整)、가토 슈이치(加藤周一)、노마 히로시(野間宏) 등과 함께 출발하였다. 10월에 소련의 타슈켄트에서의 회의에 참가한 뒤, 모스크바를 돌아 12월에 귀국하였다. 그 해 제6차 미타 문학에 편집위원으로써 참가하였다. 다른 위원은 호리 요시에、우메타 하루오(梅田晴夫)、야스오카 쇼타로、시라이 고지(白井浩司)、시바타 렌자부로、쇼지 소이치(庄司総一)가 있었다.
1959년 11월에는 마르키 드 사드에 대한 공부, 나아가 그에 대한 이해를 깊게 하기 위해 아내와 함께 프랑스를 여행하였다. 엔도는 이때에 사드 연구가 쥘베르 레리, 피에르 크로소우스키와의 교분을 맺게 되었다. 영국, 스페인, 이탈리아, 그리스부터 예루살렘을 돌아 1960년 1월에 귀국하였다.
귀국 후에 엔도 슈사쿠의 신체 건강은 무너져서 4월에 폐결핵이 재발하였다. 도쿄 대학 전염병 연구소 병원(東京大学伝染病研究所病院)에 입원해 치료를 받았지만 좀처럼 회복되지 않았고, 연말에는 게이오기주쿠 대학 병원으로 옮겼다. 이듬해인 1961년에 세 번에 걸쳐 폐 수술을 받았다(1월 7일과 21일, 그리고 12월 말). 위험도가 높은 세 번째 수술 전날, 엔도는 어느 문병객이 가져온 종이로 된 후미에(踏絵)를 보았다고 한다. 한때 위독한 상태에 빠졌지만 기적적으로 회복, 이듬해인 1962년 5월에 간신히 퇴원하게 되었다.

### 1963년 이후
1966년 엔도 슈사쿠는 그의 대표작이 될 작품 『침묵』(沈黙)을 발표한다. 이 작품으로 엔도 슈사쿠는 제2회 다니자키 준이치로 상(谷崎潤一郎賞)을 수상하였다. 그 해에 제7차 미타 문학의 편집장이 되었다.
1973년 『사해의 언저리』(死海のほとり)를 발표하고, 예수 그리스도의 평전 『예수의 생애』(イエスの生涯)를 발표한 데 이어 1978년에 또 다시 예수 그리스도의 평전 『그리스도의 탄생』(キリストの誕生)을 발표했다. 그리고 제30회 요미우리 문학상(読売文学賞) 평론 ・ 전기상을 수상한다.
1979년에는 프랑스 국왕 루이 16세의 왕비 마리 앙투아네트를 소재로 한 『마리 앙투아네트의 생애』(マリー・アントワネットの生涯)를 발표하였다.
1980년, 하세쿠라 쓰네나가를 소재로 한 『사무라이』(侍)로 제33회 노마 문예상(野間文芸賞)을 수상하였다.
1980년대부터 엔도는 《무공야화》(武功夜話)를 토대로 하는 소설 『반역』(反逆)을 요미우리 신문(読売新聞)에 연재하였고(1988년 1월 26일 - 1989년 2월 7일) 소설 『결전의 때』(決戦の時)를 산요 신문(山陽新聞) 등에 연재(1989년 7월 30일 - 1990년 5월 31일), 소설 『남자의 일생』(男の一生)을 니혼게이자이신문(日本経済新聞)에 연재하였다(1990년 9월 1일 - 1991년 9월 13일). 이 세 작품은 엔도 슈사쿠의 전국 3부작(戦国三部作)으로 불리고 있다.
1993년에는 『깊은 강』(深い河)을 발표하였다. 이 소설은 첫머리에서 「공시성」(共時性)을 언급하고 있다. 한편 「공시성」에 대해서는 1992년 8월 아사히 신문(朝日新聞)에 연재한 수필 「만화경」(万華鏡)의 「인생의 우연」(人生の偶然)에서, F. 데이비드 피트(F. David Peat)의 『공시성』(Synchronicity)를 절찬하면서 그로 인해 이 책이 베스트셀러로 뛰어오르는 일도 벌어졌다.
1993년 5월에 복막 투석 수술을 받았다. 한때 위독한 지경에 이르기도 했지만, 기적적으로 회복하였다. 처음에는 그 고통을 이기지 못하고 푸념에 푸념을 거듭하고 있었지만, 자신과 구약의 욥의 처지를 겹쳐보며 「욥기의 평론을 쓰자」고 결심하였다. 그 결심은 결국 완결을 보지 못했다.
1995년 『깊은 강』을 원작으로, 인도의 대지모(大地母)와도 같은 갠지스강을 무대로 사랑과 악과 영혼의 구제를 주제로 하는 영화가 개봉된다. 촬영할 때 인도 정부의 협력으로 인도에서의 첫 장기 로케이션이 실현되었다.
1996년 4월, 신장병 치료를 위해 게이오기주쿠 대학 병원에 입원했고 9월에 뇌출혈이 일어났다. 그 달 28일에 점심을 먹다 그만 폐로 잘못 넘기는 바람에 호흡 정지에 빠졌다. 바로 제거됐지만 여기서부터 병원균이 몸으로 확산되면서 폐렴이 함께 따라 오게 되었다. 그것은 폐가 한 쪽밖에 없는 인간에게는 치명적인 사태였다. 다음날인 9월 29일 오후 6시 36분, 폐렴에 의한 호흡부전으로 엔도 슈사쿠는 자신이 입원해 있던 병원에서 사망했다. 그의 나이 73세였다.
절필은 《미타 문학》 1996년 여름 계간호에 게재되고 있던 사토 사쿠의 추도문(구술)이었다. 욥기의 평론을 쓰겠다던 희망은 결국 이루어지지 못했다.

### 사망 그 후(1996년 - )
스포츠 신문은 엔도의 죽음을 「고리안 선생 서거」(狐狸庵先生逝く)라는 제목으로 보도하였다. 장례는 기쿠 정(麹町)의 성 이그나시오 교회(聖イグナチオ教会)에서 이루어졌다. 많은 사람들이 해당 교회를 찾아 장례식에 참석했으며, 행렬은 기쿠 정 거리에까지 이르렀다. 생전 본인의 의지대로 『침묵』과 『깊은 강』 두 작품이 그의 관에 함께 넣어졌으며 가톨릭 후추 묘지(カトリック府中墓地)에 매장되었다. 2015년 12월에 성 이그나시오 교회 지하 납골당으로 옮겨졌다.
유족이나 친교가 있던 관계자들에 의해 엔도 슈사쿠의 문학관 건설 구상이 추진되었고, 2000년 5월에 『침묵』의 무대가 된 일본 나가사키현(長崎県) 니시소노기 군(西彼杵郡) 소토메 정(外海町)에 「소토메 정립 엔도 슈사쿠 문학관」(外海町立遠藤周作文学館)이 개관하였다.

## 작품
- 《침묵》:막부 시대 일본의 가톨릭 교도 탄압을 다룬 기독교 소설. 17세기 영국의 청교도 문학인 천로역정처럼 기독교의 교의와 사상을 옹호하는 호교론이 아닌, 하느님이 존재한다면 왜 고통받는 사람들이 있는가, 만약 하느님이 존재한다면 고통받는 민중들을 외면하는 그분을 거밋줄에 걸린 나비처럼 무기력한 분으로 보아야 하는가, 의지가 박약하여 종교적 신념을 지킬 수 없는 기독교인을 배교자라고 비난할 수 있는가라는 질문을 예수회 선교사인 로드리고를 통해 독자에게 하면서도 억지로 답을 구하려고 하지 않는다.
- 《바다와 독약》
- 《깊은 강》
- 《여자의 일생》-일본의 기독교 박해시기를 다룬 소설. 기쿠라는 여성이 기독교 신자인 애인을 위해 몸을 버리는 순애보이다.
- 《지금은 사랑할 때》-이성간의 사랑(에로스)에 대해 쓴 책.홍성사에서 한국어로 역간.

| “ | 모래사장을 뒤돌아 봤을 때, 당신과 그의 발자취가 언제까지라도 남아 있도록 인생을 같이 한 사랑의 흔적을 그 모래 밭에 남겨 두세요. 저녁 노을에 파도가 번들거리며 물결쳐 와도, 그 오렌지 빛깔의 파도가 당신들이 걸어간 사랑의 발자국이 너무나 아름다워 차마 지울 수가 없어서 옆으로 비켜 가게끔 사랑의 발자국을 곱게, 또렷이, 깊게 남기며 살아가시기 바랍니다. -본문 중에서 | ” |

- 《사해의 언저리 》(1973년)--예수를 무능한 인물로 묘사한 기독교 문학이다. 세상에서의 번영을 추구하는 탐욕을 도덕적, 종교적 수사로 채색하여 정당화하는 번영신학이 만연한 한국과 미국의 보수적 복음주의 교회에 적절한 책이라고 생각된다. 홍성사에서 한국어로 역간.[깨진 링크(과거 내용 찾기)]

| “ | “쳇, 무슨 예언자가 저래, 기적도 못 일으키고.”길가 집의 창에서 목을 길게 빼고 뚱보 남자가 아래를 보며 외쳤다. 기적은커녕 십자가를 짊어지고 있는 그가 보통 사람도 해낼 수 있는 그런 것도 못하는 주제의 무능한 사나이가 아닌가라는 생각은 군중 모두의 격분이기도 했다. 기적을 일으킬 수 없는 예언자는 엉터리 사기꾼이 아닌가. -본문 중에서 | ” |

- 《마음의 야상곡》
- 《예수의 생애》(1973년)-역사적 예수에 대해서 쓴 글. 예수를 천상의 그리스도, 천상의 하느님 즉, 교의에 의해 종교적 개념이 되어버린 신앙의 그리스도가 아닌, 역사적 인물로 이해한다. 가톨릭출판사, 홍성사에서 출간되었다. 엔도는 예수가 떠돌이 목수로 살아간 민중이었으며, 하느님나라라는 새로운 세상이 아닌, 현세에서의 복을 구하는 민중들의 기복적인 사고와 율법의 엄격한 준수를 강조함으로써 민중들을 억압하는 예루살렘 성전과의 갈등을 겪었을 것으로 이해한다.
- 《그리스도의 탄생》- 기독교의 초기 역사를 다룬 글. 민중인 예수가 어떻게 그리스도로 신격화되었는지, 예수를 위험인물로 생각한 로마제국의 지배계급에 의해 십자가형을 받아서 (정치적)학살을 당한 양심수인 예수가 세상의 죄를 대신하여 죽은 하느님의 어린양으로 해석되었지를, 초대 예루살렘 교회의 사도들과 기독교 신자들의 신학적인 견해들에 대해 서술하고 있다. 홍성사에서 출간.
- 《유모아 극장》

## 같이 보기
- 일본의 로마 가톨릭교회

### 내용주
1. ↑  지금의 일본 도쿄 도(東京都) 도요시마 구(豊島区) 기타오쓰카(北大塚).
2. ↑  지금의 일본 유리하마 정(湯梨浜町) 시모아사쓰
3. ↑  엔도 슈사쿠는 조치 대학(上智大学) 시절의 일을 다루는 것을 극도로 꺼렸다. 재수생 시설을 회상하는 에세이는 몇 편이나 발표하였지만, 조치 대학 시절의 일만큼은 전혀 언급하지 않았으며, 엔도 슈사쿠 본인이 쓴 자작 연보에서조차도 언급하지 않고 있을 정도이다. 이 시기에 대한 평론은 加藤宗哉가 자세하다.
4. ↑  이때 채용된 인물이 스즈키 세이준(鈴木清順)이다.
5. ↑  당시 작품에 대한 일각의 반발이 거셌고 , 엔도가 이 작품을 발표한 후 엔도 가문에는 "죽으라"는 내용의 혈서와 "일본의 치부를 들춰내면 가만두지 않겠다"는 협박장에 이어, 끝내는 일본도가 배달되기까지 했다.
6. ↑  1959년 9월에 일본 아이치현(愛知県) 고난시(江南市)의 요시다 가(吉田家)의 토장에서 우연히 발견된 것으로 알려진 21권 및 기타 부록으로 이루어진 문서군이지만, 고문서가 아닌 근세에 와서 창작되었다는 의혹도 있어 논란 중이다.
7. ↑  지금의 일본 나가사키 시이다.